# Jayne Mansfieldová
Jayne Mansfieldová, vlastním jménem Vera Jayne Palmer (19. dubna 1933 – 29. června 1967), byla americká herečka.

## Život
Narodila se v Pensylvánii. Když ji byly tři roky, zemřel jí otec. Její matka se pak znovu provdala a celá rodina se z Pensylvánie přestěhovala do Dallasu. Vystudovala Texaskou univerzitu v Austinu. V roce 1955 se stala jednou z prvních Playmate v časopisu Playboy.
Často se uvádí, že její IQ, mělo údajně hodnotu 163. Mluvila plynně pěti jazyky; krom mateřštiny (angličtina), mluvila německy, francouzsky, španělsky a v roce 1963 studovala italštinu.
Dne 29. června 1967 se vracela spolu se svými dětmi Miklósem, Zoltánem, Mariskou Hargitay a přítelem Samem Brodym z večerního vystoupení. Její auto narazilo do vleku vlečeného traktorem. Sama při této nehodě zahynula, stejně jako její přítel; její děti nehodu přežily.

### Rodinný život
Soukromý život Jayne Mansfieldové byl provázen různými manželskými i mimomanželskými skandály, které média sledovala.
Ve věku 17 let se 6. května 1950 provdala za Paula Mansfielda. Jejich dcera, Jayne Marie Mansfield, se narodila o šest měsíců později, 8. listopadu 1950. Manželství bylo rozvedeno v roce 1958 a Jayne Mansfieldová se rozhodla užívat příjmení nadále jako své umělecké jméno. Její první dítě z pěti se narodilo v tomto manželství.
Jejím druhým manželem byl od roku 1958 Mickey Hargitay, se který vystupovala i ve filmu Will Success Spoil Rock Hunter? a v televizi. Z tohoto manželství měla tři děti. Manželství bylo rozvedeno v roce 1963. Z tohoto manželství pocházely tři děti, synové Miklós a Zoltán a dcera Mariska. Dcera Mariska Hargitay se narodila po rozvodu, 23. ledna 1964. Aby nebyla kariéra Jayne Mansfieldové jako svobodné matky ohrožena, prohlásil Hargitay rozvod za neuzavřený a ten byl uznán za právoplatný až v srpnu stejného roku.
Třetím manželem byl režisér italského původu Matt Cimber, kterého si vzala v roce 1964 a se kterým měla nejmladší dítě, syna Antonia (*1964).

## Dílo
Mezi její známé filmy patří The Girl Can't Help It (1956), Will Success Spoil Rock Hunter? (1957) nebo Promises! Promises! (1963). Její filmografie zahrnuje 19 filmů (před dokončením posledního filmu Single Room Furnished zahynula.
Od roku 1956 vystupovala též v televizních inscenacích a show. V letech 1955–1960 pózovala pro časopis Playboy a stala se i Playmate měsíce. Vystupovala na divadle i v nočním klubu Tropicana v Las Vegas. Nazpívala soundtracky pro své filmy a nahrála gramofonové desky.

## Životopisný film
O životě Jayne Mansfieldové vznikl v roce 1980 film The Story of Jayne Mansfield, kde herečku představovala Loni Andersonová a jejího druhého manžela Mickey Hargitaye hrál Arnold Schwarzenegger.